# F. Hugh Herbert
Frederick Hugh Herbert (* 29. Mai 1887 in Wien, Österreich-Ungarn; † 17. Mai 1958 in Beverly Hills, Kalifornien, Vereinigte Staaten) war ein britisch-amerikanischer Drehbuchautor und Schriftsteller.

## Leben und Wirken
Herbert kam schon in sehr jungen Jahren nach England und besuchte in Norfolk die Gresham School. Als junger Erwachsener startete er ein Universitätsstudium an der Londoner Universität. Nach seinem Abschluss begann Herbert Stücke zu schreiben, darunter There You Are!, The Poseur, Carry Me Upstairs und Kiss and Tell. Am Broadway in New York liefen in den Jahren 1940 bis 1956 Quiet, Please! (1940), Kiss and Tell (1943 bis 1945), For Keeps (1944), For Love or Money (1947 bis 1948), The Moon is Blue (1951 bis 1953), A Girl Can Tell (1953) und zuletzt der Megaflop The Best of Naples, der nach nur zwei Tagen Spieldauer Ende Oktober 1956 bereits wieder abgesetzt wurde. Regelmäßig belieferte Herbert auch Magazine mit seinen Geschichten. Manche seiner Arbeiten, darunter There You Are, Smarty, Kiss and Tell, The Moon is Blue und zuletzt For Love or Money wurden auch verfilmt. Dabei handelte es sich nahezu durchgehend um Komödien und Lustspiele, und zumeist verfasste Herbert auch das Drehbuch zu diesen Adaptionen.
Seit 1926, als ihn die MGM unter Vertrag nahm, ist F. Hugh Herbert als Drehbuchautor nachzuweisen. Anfänglich, also noch zu Stummfilmzeiten, belieferte er bevorzugt die leichthändigen Inszenierungen Robert Z. Leonards. Auch in diesem Tätigkeitsfeld wurde das turbulente (Belvedere, das verkannte Genie) oder leicht pikante (Wolken sind überall) Lustspiel Herberts bevorzugtes Themengebiet, in dem er bisweilen große Erfolge beim Publikum erzielen konnte. Die sexuell anspielungsreichen Dialoge in Wolken sind überall brachten diesem von Otto Preminger inszenierten Film im ultraprüden Amerika der 1950er Jahre einige beträchtliche Schwierigkeiten mit der Zensur. Ausflüge Herberts ins dramatische Fach (etwa beim Krimi Murder on the Roof oder beim Western Schwarzes Kommando) waren sehr selten. Bei jeweils zwei Filmen gegen Ende seiner Karriere führte F. Hugh Herbert auch Regie bzw. zeichnete als Produzent verantwortlich.

## Auszeichnungen
Herbert wurde 1949 mit dem WGA Award für sein Drehbuch zu Belvedere, das verkannte Genie ausgezeichnet. Für seine Arbeit zu Wolken sind überall erhielt er 1954 eine weitere WGA-Nominierung.

## Filmografie
als Drehbuchautor, wenn nicht anders angegeben
- 1926: Das starke schwache Geschlecht (The Waning Sex)
- 1926: There You Are!
- 1927: Nur nicht locker lassen (The Demi-Bride)
- 1927: Adam and Evil
- 1927: Am Teetisch (Tea for Three)
- 1927: Rasch, ein Baby! (Baby Mine)
- 1928: The Baby Cyclone
- 1928: Beau Broadway
- 1928: The Cardboard Lover
- 1928: Lights of New York
- 1929: A Single Man
- 1929: Murder on the Roof
- 1930: Road to Yesterday
- 1930: Road to Paradise
- 1932: Vanity Fair
- 1932: The Stoker
- 1932: Those We Love
- 1932: Parisian Love
- 1933: The Constant Woman
- 1933: One Year Later
- 1933: Bei Kerzenlicht (By Candlelight)
- 1933: Daring Daughters
- 1933: Der Modelldieb (Fashions of 1934)
- 1934: Smarty
- 1934: The Journal of a Crime
- 1934: The Secret Bride
- 1935: Traveling Saleslady
- 1935: Personal Maid's Secret
- 1935: We're in the Money
- 1935: Wenn sie nur kochen könnte (If You Could Only Cook) (Story)
- 1936: Colleen
- 1936: Snowed Under
- 1937: As Good as Married
- 1938: The Road to Reno
- 1939: Forgotten Girls
- 1940: Schwarzes Kommando (Dark Command)
- 1940: Hit Parade of 1941
- 1940: Melody Ranch
- 1941: West Point Widow (auch Dialogregie)
- 1941: Fly-by-Night
- 1942: My Heart Belongs to Daddy
- 1944. Modell wider Willen (Together Again)
- 1945: Küsse und verschweig’ mir nichts! (Kiss and Tell)
- 1946: Home Sweet Homicide
- 1946: Margie
- 1947: Belvedere, das verkannte Genie (Sitting Pretty)
- 1948: Scudda Hoo! Scudda Hay! (auch Regie)
- 1950: Unser eigenes Ich (Our Very Own)
- 1951: Let's Make It Legal
- 1953: The Girls of Pleasure Island (auch Regie)
- 1953: Wolken sind überall (The Moon Is Blue) (auch Co-Produktion)
- 1957: Die kleine Hütte (The Little Hut) (auch Co-Produktion)
- 1958: Männer über vierzig (This Happy Feeling)